# Splügen-hágó

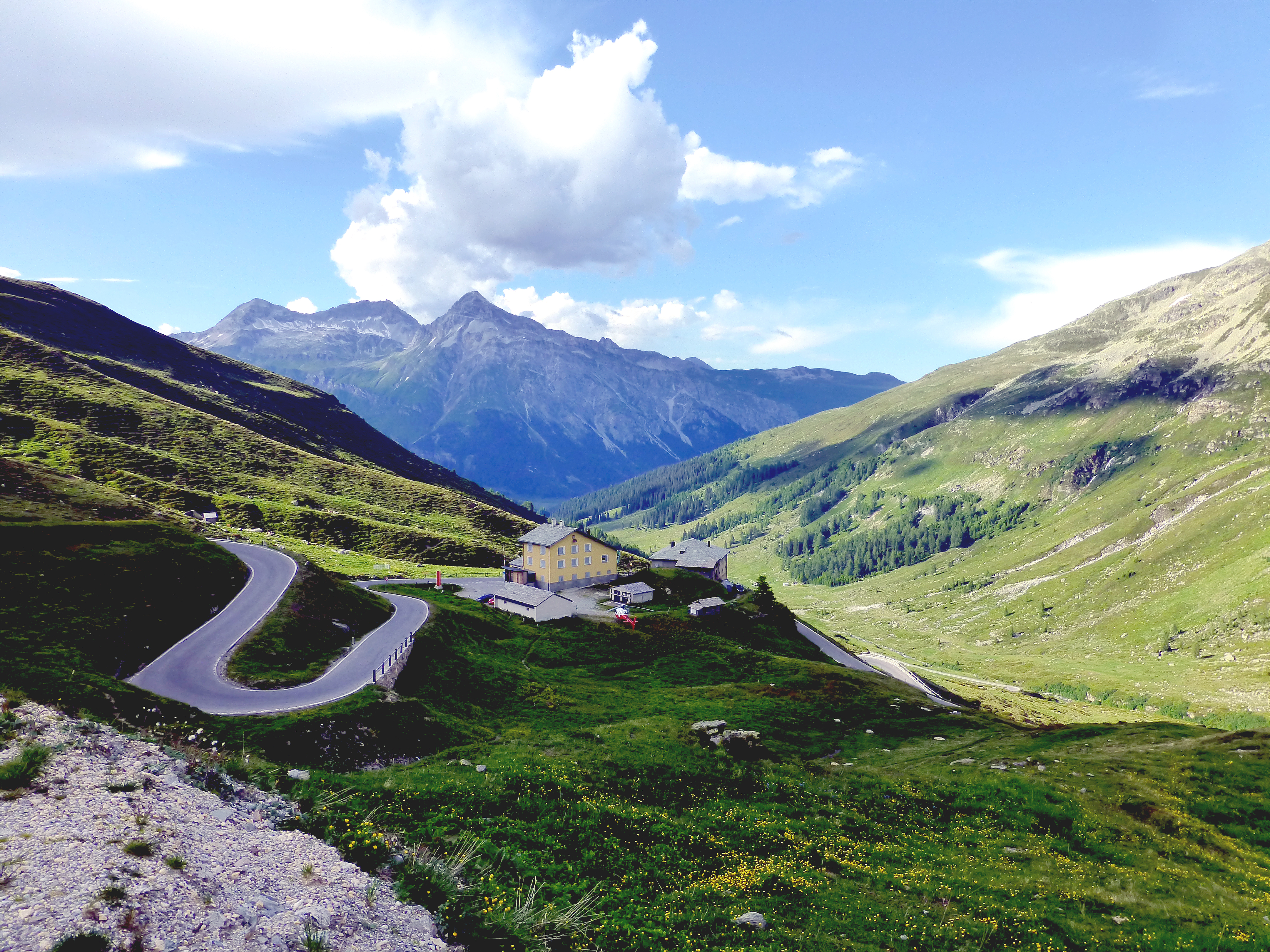
A Splügen-hágó (2014)

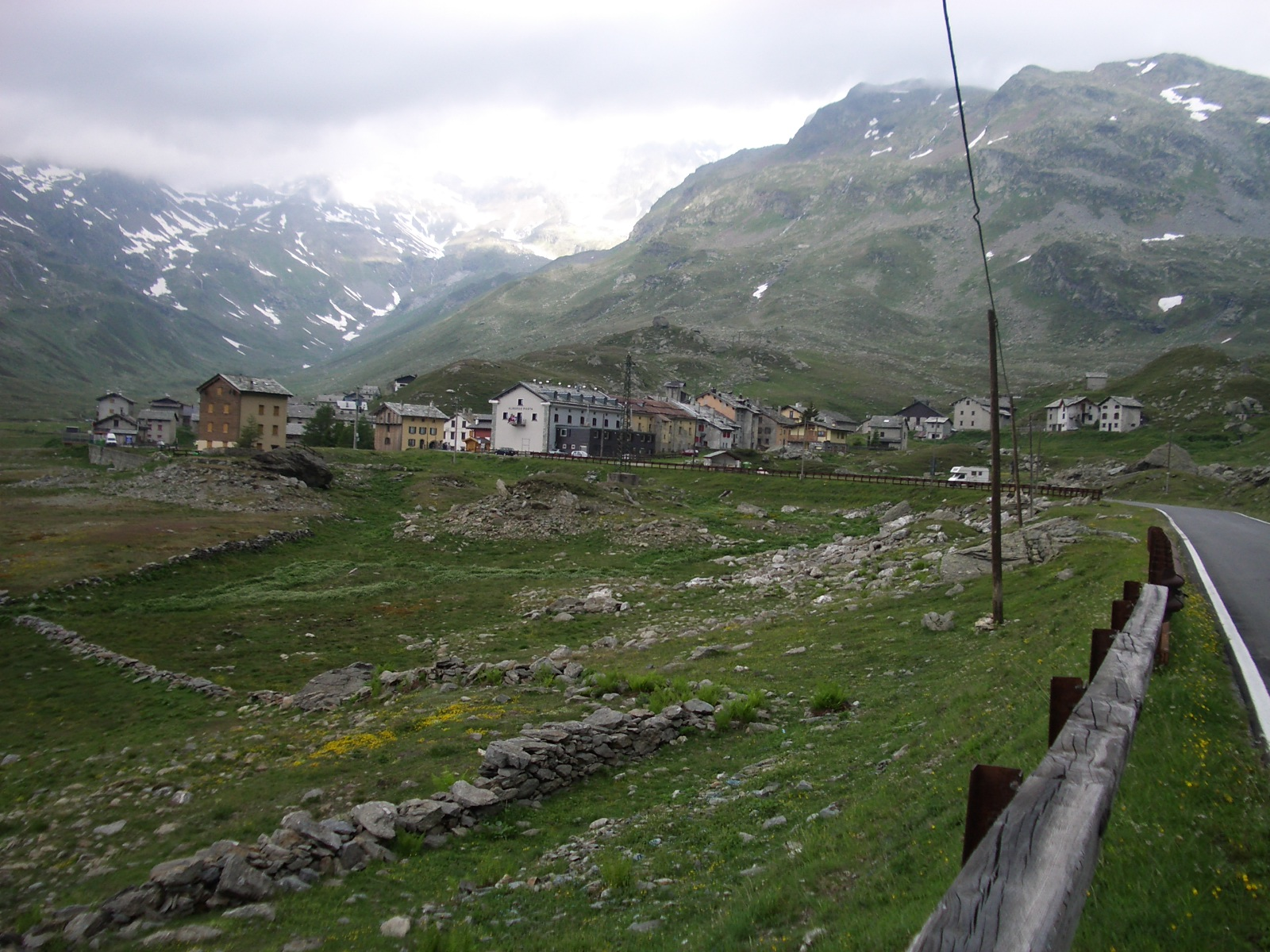
Montespluga a déli oldalon

A 38 km hosszú Splügen-hágó (olaszul: Passo dello Spluga, németül: Splügenpass, lombardul: Pass del Spluga) 2113 méter magasságban a svájci graubündeni Rheinwaldban levő Splügent (1457 m) és az olasz Sondrio megyében lévő Chiavennát (325 m), köti össze, illetve az utóbbin át a Comói-tóval. A magashegyi hágón a nemzetközi E49 sz. (Svájcban 13. sz. – Olaszországban SS36. sz. ) főútvonal. A hágó egyúttal a Rajna és a Po közötti vízválasztó, illetve Svájc és Olaszország közötti államhatár is.

## A hágó története
A hágót már a rómaiak is ismerték (valószínűleg „Cunus Aureus” = arany csúcs néven). A Splügen-hágó neve a „specula” (= tükör) latin szóból ered. A rómaiak számos helyen – magaslatokon és hegyekben – úgynevezett őr-, illetve világítótornyokat állítottak fel, ahonnan nagy távolságokba jeleket tudtak továbbítani: nappal füstjelzéssel, este pedig tűzjelekkel. A tűz fényét tükör segítségével tették erősebbé, ezért hívták ezeket speculának vagy tükörtoronynak. A Splügen kifejezést a középkorban végig meg is tartották.
A jelenlegi utat és hágót az akkori, Milánót is birtokló Ausztria teljesen saját költségén építtette és az építését 1882. nyarán be is fejezték. A hágó hajdani közlekedési jelentősége a San Bernardino-hágón megépített alagútszakasz üzembe helyezése óta véglegesen elhalványult.
Télen – októbertől májusig – a hágó zárva van.
A 19. században egy, a Splügenen áthaladó vasútvonal kiépítésének a terve is felmerült, de ez az elképzelés a Tessin-kantonbeliek ellenállásába ütközött, s így nem valósult meg. Végül is aztán az  első Gotthard-alagút ötlete sokkal kézenfekvőbbnek bizonyult. Az 1930-as években tárgyalások folytak egy Thusist és Chiavennát összekötő bázis-alagút létesítéséről is, amely a Svájci Alpokat érintő öt vasúti alagut project egyike volt. A projectet végül is a Gotthard- és Lötschberg bázisalagutak létrehozásával elvetették.

## Képgaléria (szerkesztésközi ideigl.)

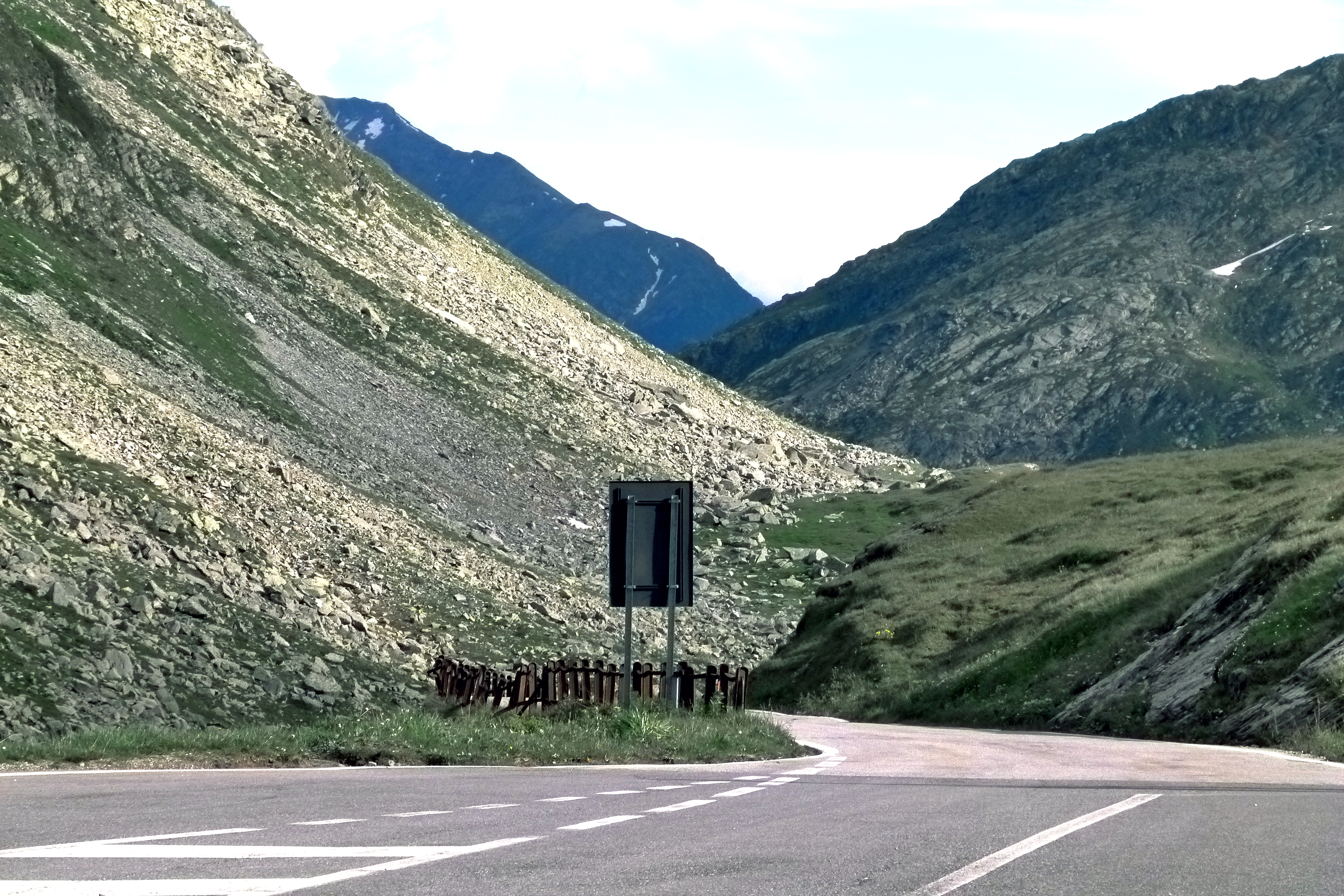
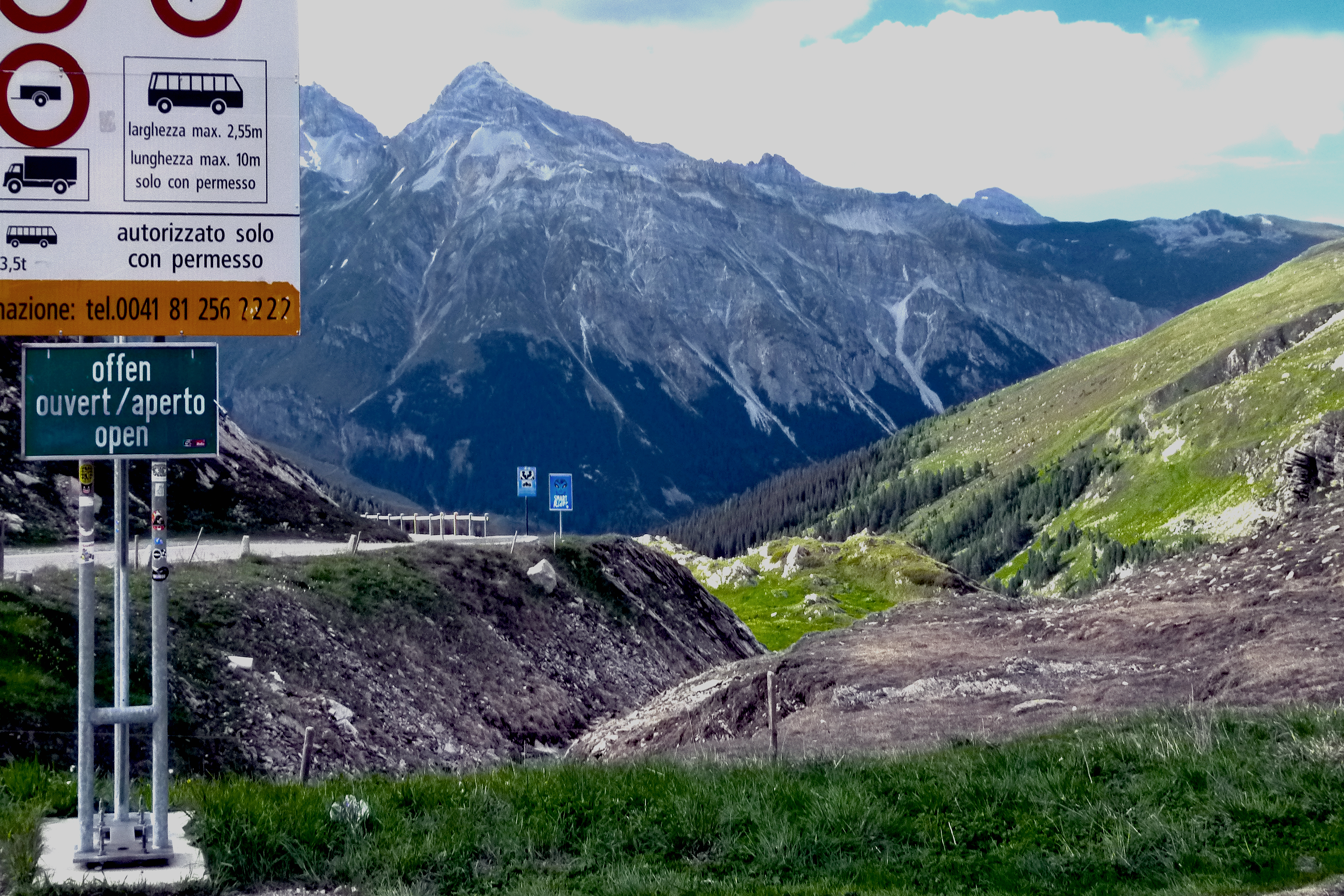
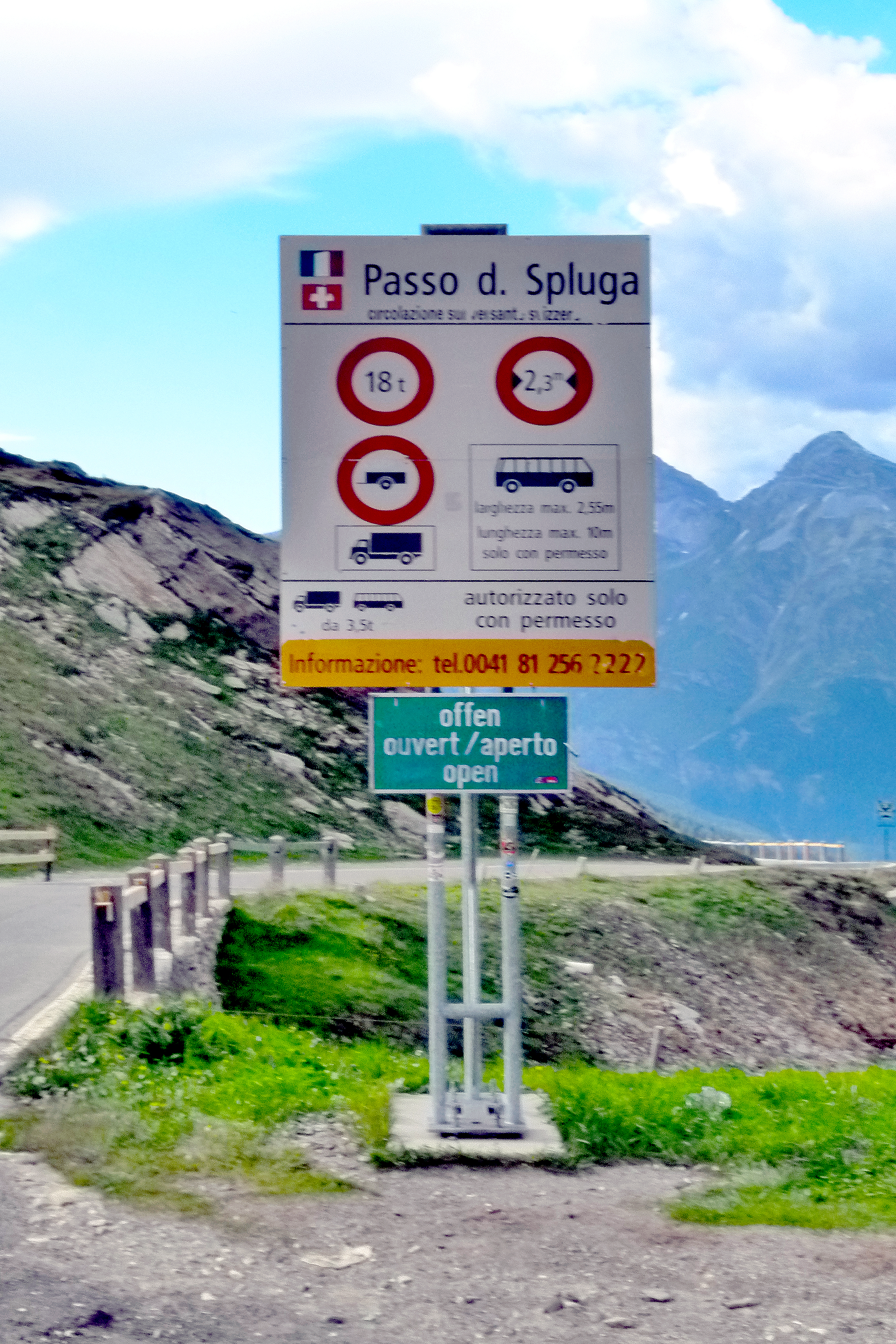
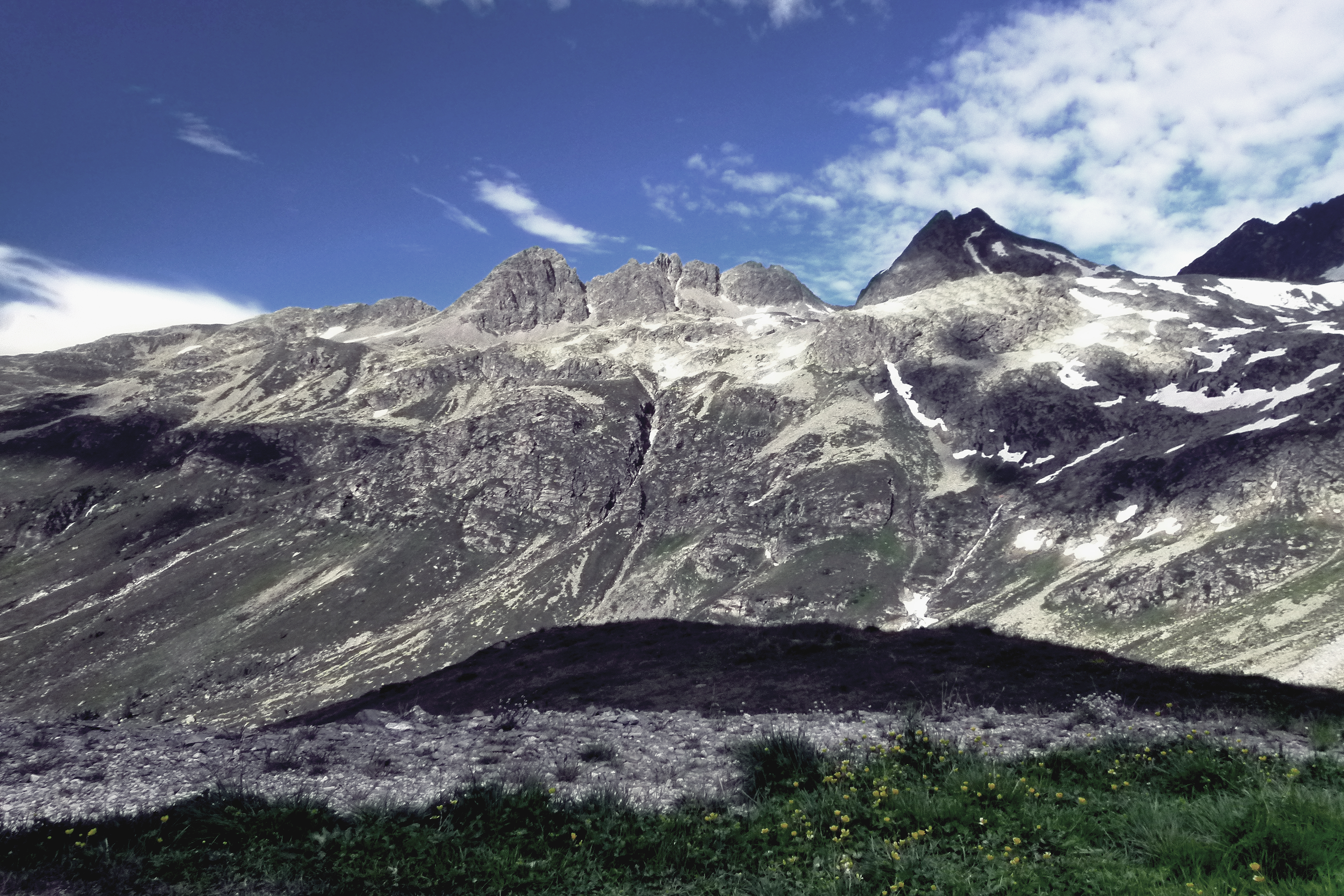
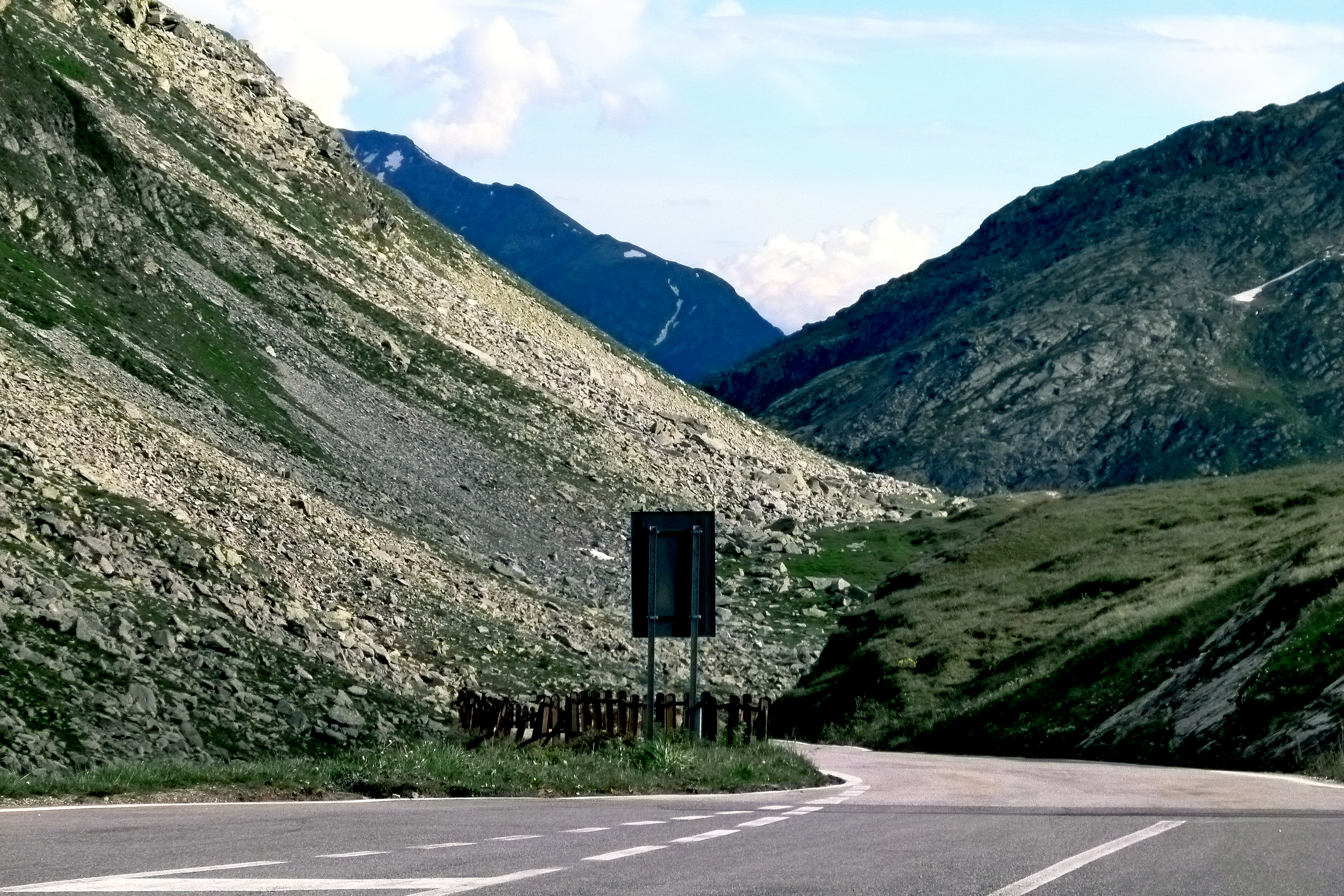
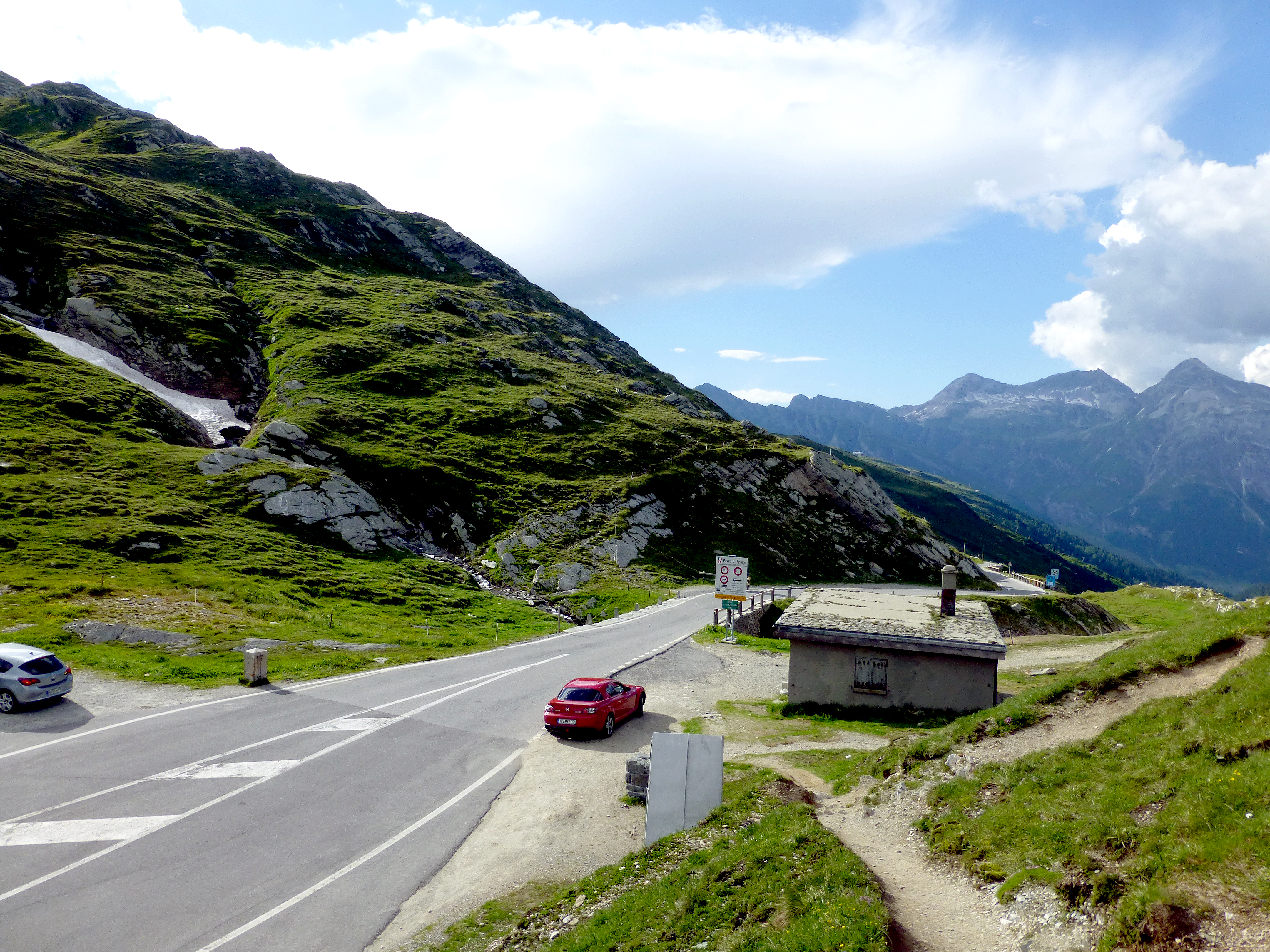
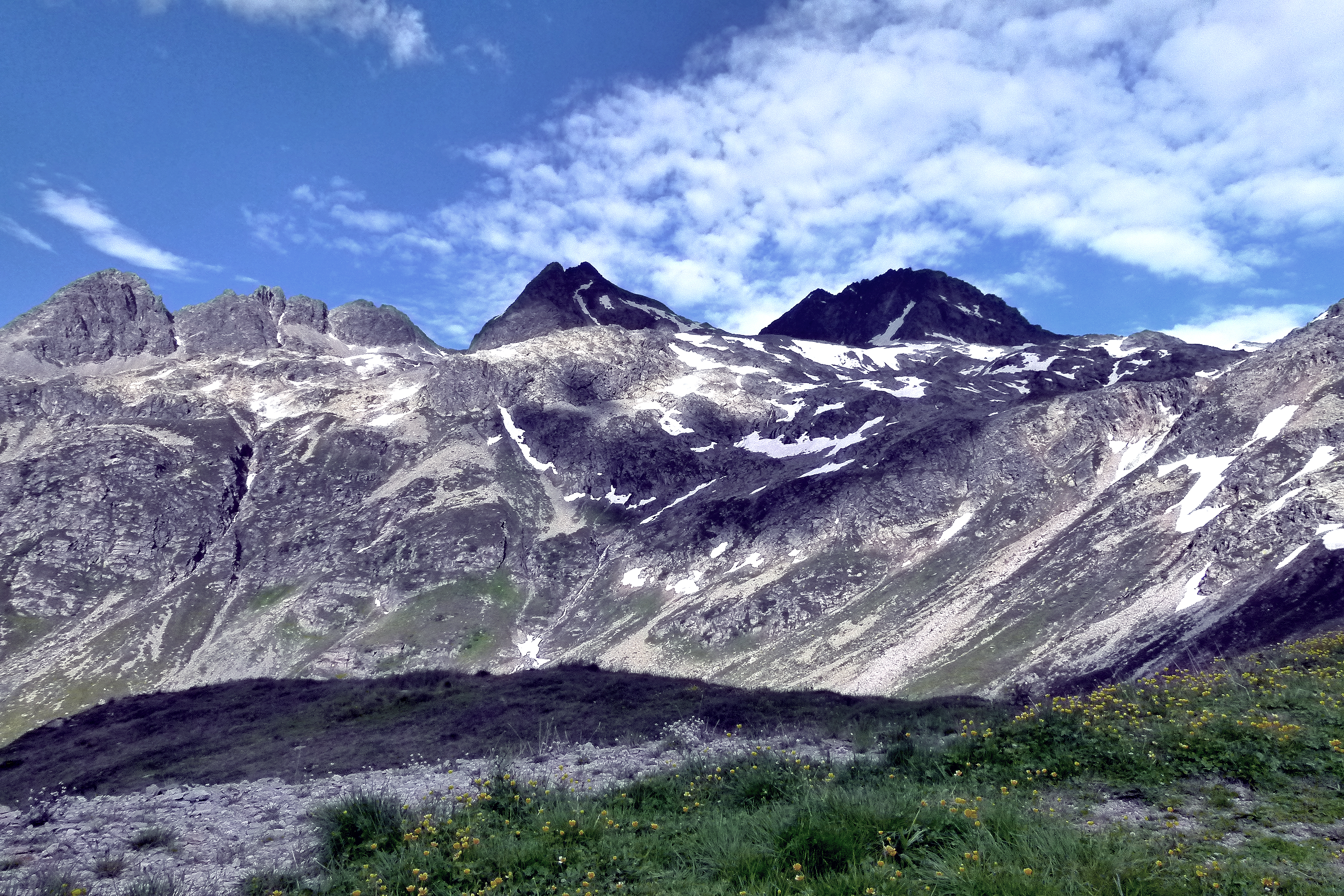
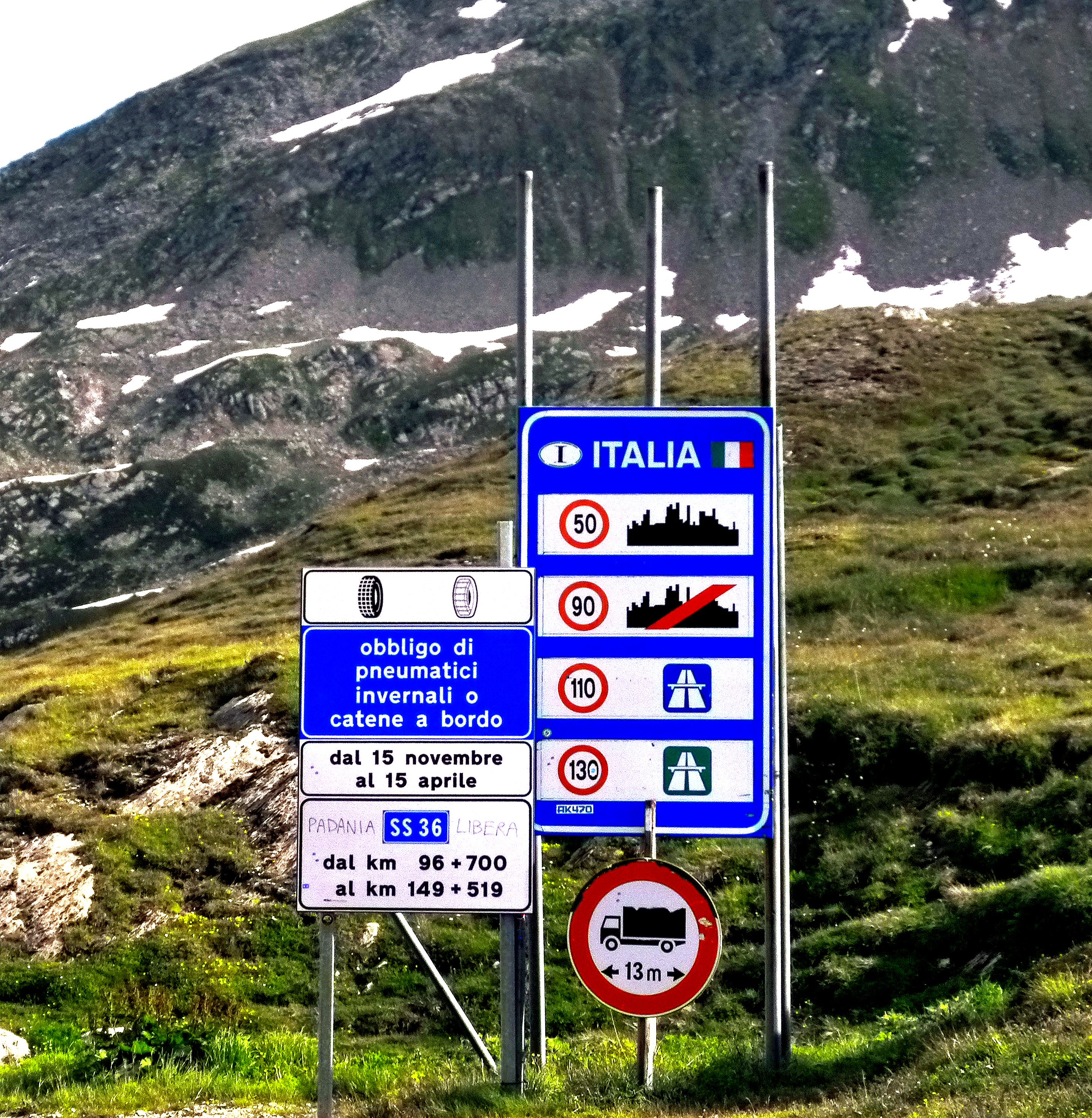
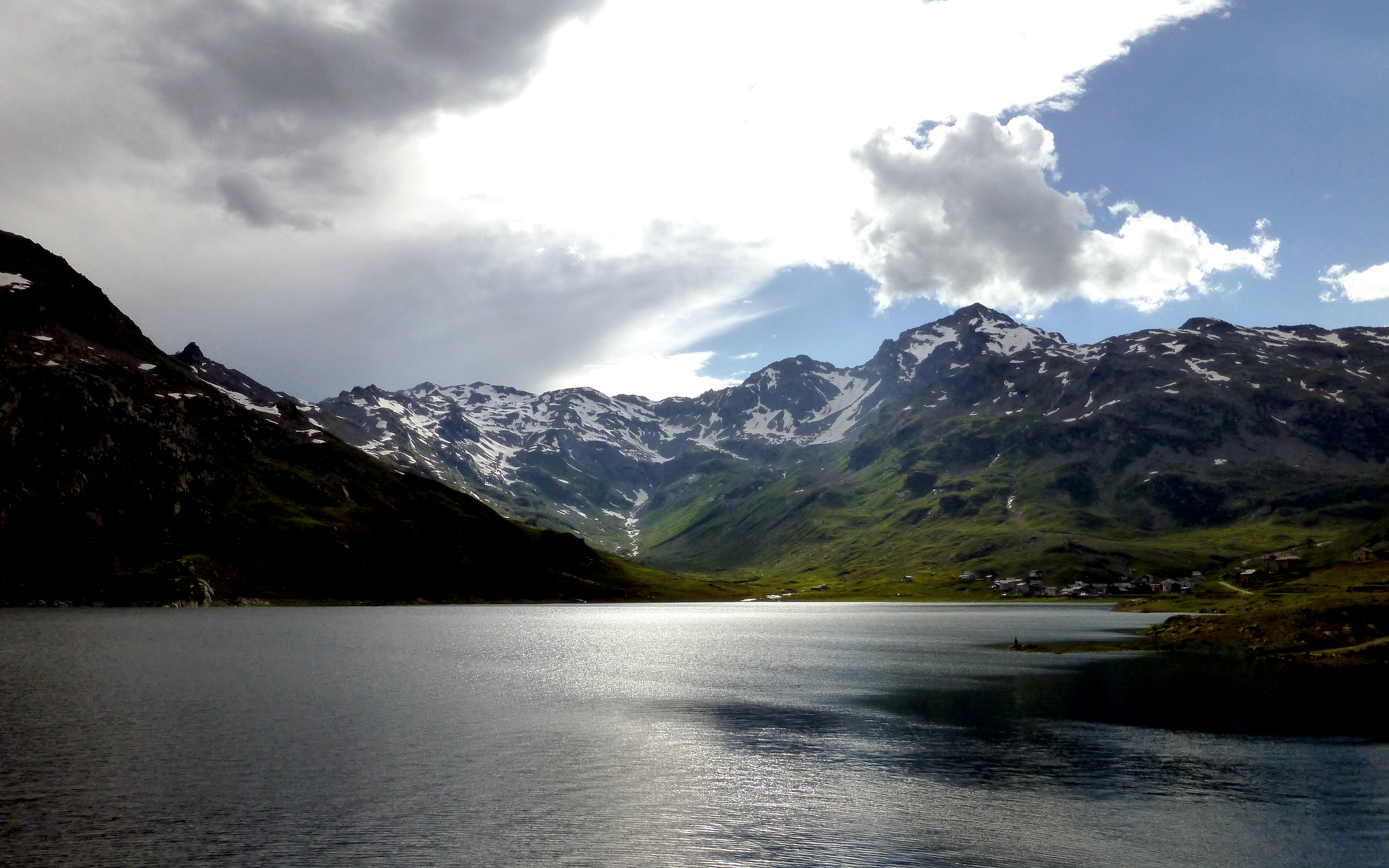
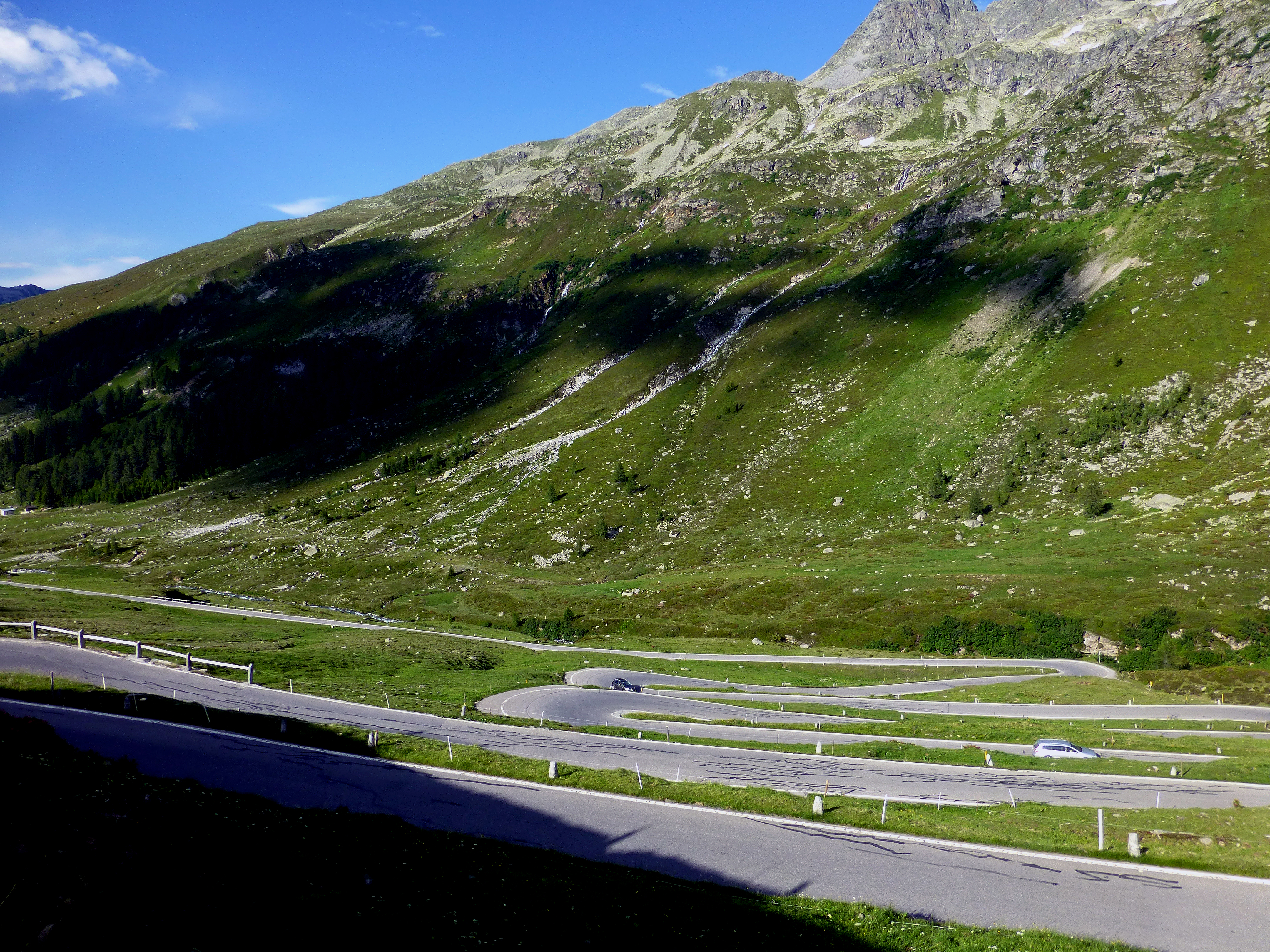

### Térképek

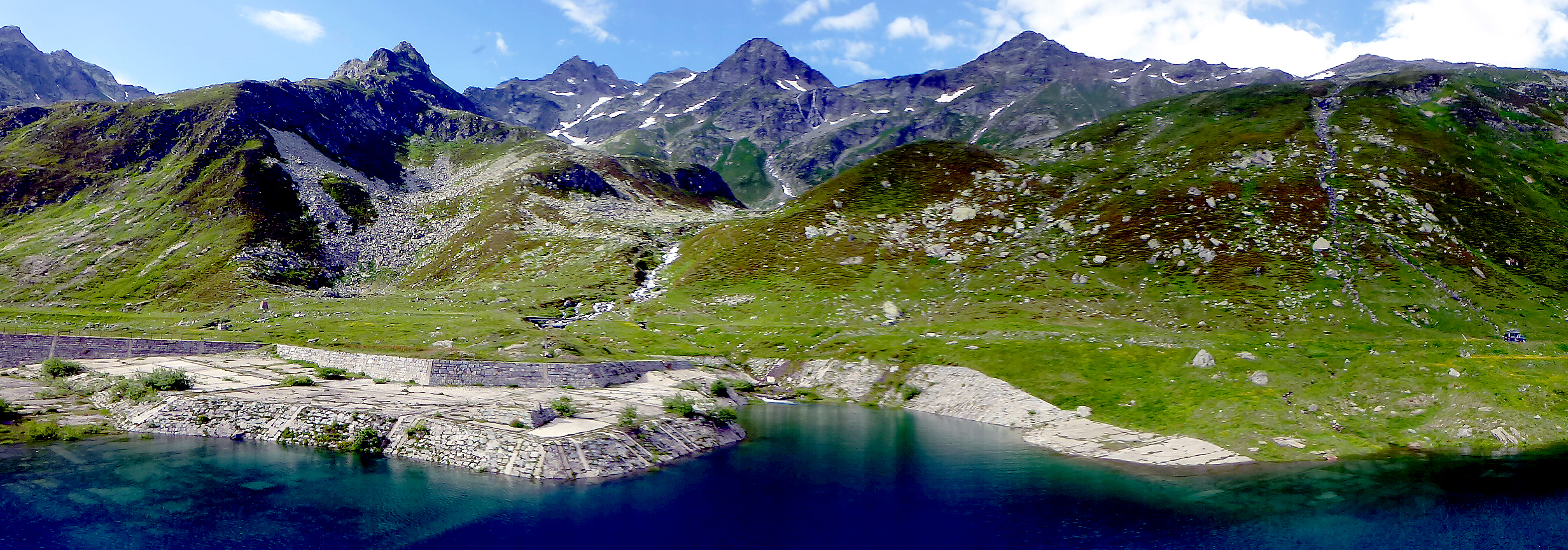

## A hágó és hágóutak műszaki jellemzői
Alig van még egy ilyen hágó, aminek a két oldala ennyire különböző lenne: az északi – svájci – oldal csupán 9 km, az olaszországi déli lejtő a San Giacomo-völgyben pedig nemcsak hosszú (29 km), de ezen az oldalon 1788 m magasságkülönbség van.
- A déli hágóút (rámpa)

>>
- A hágócsúcs

>>
- Az északi hágóút (rámpa)

>>

## A hágó(ut) és természeti környezete
>>

## A hágó és turisztikai jelentősége
>>